# Rubín
Rubín je růžový až červený drahokam sestávající převážně z minerálu korundu (Al2O3) s příměsí chromu způsobující zbarvení.

## Těžba, popis, kvalita a ocenění
Mezi největší naleziště rubínů patří zejména Afrika, Asie, Austrálie, Grónsko, Madagaskar a Severní Karolína.
Rubíny nejlepší barvy, tj. sytě červené (v obchodním styku je tato barva nazývána barvou holubí krve) s lehkým modravým odstínem, pochází z Barmy, Mogoku, rubíny dobré barvy jsou ale i rubíny tanzanské, afghánské, vietnamské a rubíny z Nepálu, Srí Lanky a Indie. Rubíny barvy holubí krve jsou díky své barvě nejcennějsí, v Barmě navíc častokrát ve viditelném světle červeně fluoreskují, proto jsou barmské rubíny obvykle nejkvalitnější na světě.
Nejstarší naleziště rubínů jsou náplavy řek jihozápadní Srí Lanky (řeka Kalu Ganga) se starým centrem Ratnapury. Cejlonské rubíny jsou malinové barvy nebo jsou to asterické kameny. První zmínky pocházejí z Arthašástry, Brhatamhíty a buddhistických kronik, jakož od cestovatelů (i Marka Pola). Můžeme hovořit o 3000 letech těžeb zdejších rubínů. Od 4. až 5. století se postupně zvyšuje a od 15. století se na asijském a západním trhu objevují rubíny z Barmy a Kambodži či Thajska.
Od novověku se rubíny těží také na Madagaskaru, v Tanzanii, Afghánistánu, Vietnamu a dalších lokalitách.
Ačkoliv se v Thajsku rubíny také hodně těží, nedoporučuje se kupovat rubíny od pouličních obchodníků, thajští obchodníci bývají totiž mistry v padělání a nezřídka se jedná o madagaskarské, méně kvalitní rubíny, které se za ty thajské pouze vydávají.

### Dělení
Za rubíny se vydávají růžové safíry. Původně prý byl dle přednášky Roberta Nového o problému určování staroindických minerálů v soudobé mineralogii, padparádža safír rubínem padmarága.
Podle Ratnaparikshy tak měli bráhmani dělit rubíny podle kast na jejich barvy.

### Oceňování
Rubíny špičkové jakosti a velikosti mající nad deset karátů dosahují závratných cen a jsou vzácnější a cennější než velké diamanty, jsou ale vzácné a výjimečné.

## Zpracování a výroba
Přírodní rubíny se dopalují (heated), aby měly lepší barvu, doplňují berylliem (treatment), skelnou pastou a dalšími úpravami.
Rubíny jsou vzácné, a proto se v současné době velké množství rubínů vyrábí uměle. Používá se Verneuillova metoda nebo Czochralského metoda pro postupný růst krystalu z taveniny. Někdy se ale používají i další metody, jako třeba hydrotermální metoda.

## Použití a zajímavosti
- Rubín manikja, byl dle Indů králem mezi drahokamy, darujícím životní sílu a sexuální plodnost, lék na srdce a slabosti, dále dodává pranu, energii Slunce a jemné energie vesmíru.
- Rubíny jsou žádané magické a klenotnické minerály. Jejich barva je oranžovočervená, malinová, slabě červená, sytě červená, rudá, jako krev až purpurověčervená, a někdy dokonce až trochu hnědočervená. Historické minerály pocházejí především ze Cejlonu.[6][7][8].
- Nejchválenějším a nejvíce ceněným rubínem Indie byl padmarága rubín oranžovočervené barvy, nakonec ovšem ověřen jako safír padparádža.
- Staří středověcí astronomové z rubínů brousili čočky do dalekohledů. I proto byla pro jejich práci důležitá podpora boháčů, mecenášů a působení na dvorech panovníků.
- Rubíny se mohou používat například v mechanických hodinách jako ložiska čepů na snížení tření, které by vzniklo při tření kovu o kov.
- Podle nejnovějších výzkumů usuzují někteří odborníci, jako třeba P. Malíková a RNDr. Jaroslav Hyršl, že „největší rubín“ na svatováclavské koruně a i „některé další, menší“ nejsou ve skutečnosti rubíny, ale rubelity, tzn. červené turmalíny.[9][10][11][12]
- Umělý rubín byl použit k výrobě prvního laseru.